# Stara Baba
Stara Baba – staw powyrobiskowy (glinianka) leżący na terenie Poznania, w części Rudnicze, pomiędzy ulicami Legnicką, Rudnicze i Ceramiczną (tzw. Szachty). Etymologia niecodziennej nazwy nie jest znana.

## Geneza
Zbiornik jest pozostałością po rozległych terenach wyrobisk cegielnianych, które znajdują się na terenie Rudniczego i Świerczewa. Cegielnie (kilkanaście zakładów) powstały w czasie wielkiego boomu budowlanego, jaki miał miejsce w Poznaniu na przełomie XIX i XX w., a związany był ze zlikwidowaniem niektórych obwarowań Twierdzy Poznań. Potem produkowały materiały budowlane na potrzeby miasta do lat 90. XX w., kiedy to zlikwidowano ostatnie z zakładów.

## Morfologia
Staw jest zasilany przez potok Skórzyna i położony na terenie użytku ekologicznego Kopanina I. Skórzyna uchodzi do Strumienia Junikowskiego około 100m dalej na południowy wschód. Akwen otoczony roślinnością szuwarową, w której dominuje trzcina pospolita. Ponadto rośnie tu wierzba i topola. W 2006 na terenie zbiornika stwierdzono stanowisko bobra europejskiego. Okolice stawu są zagrożone przyrodniczo – przede wszystkim przez postępującą urbanizację, w tym rozbudowę infrastruktury drogowej (droga krajowa nr 5).